# 竹町 (小說家)
竹町 （ /）日本小說家。出生於日本靜岡縣。
2019年以獲得第32屆Fantasia大賞的「大賞」，隔年以標題《間諜教室》出版書籍。

## 作品
- 《間諜教室》（2020年1月－，富士見Fantasia文庫，插畫：泊里，刊載本篇13卷、短篇集5卷）